# 2000-es U21-es labdarúgó-Európa-bajnokság
A 2000-es U21-es labdarúgó-Európa-bajnokság a tizenkettedik ilyen jellegű labdarúgó-torna volt ebben a korosztályban, melyet 2000. május 27. és június 4. között rendeztek meg Szlovákiában. Az Európa-bajnoki címet a címvédő Olaszország szerezte meg.
A sorozatban induló 47 válogatottat 9 csoportba sorsolták. A selejtezők után a 9 csoportgyőztes és a 7 legjobb csoport második folytathatta és nyolcaddöntők keretein belül összesorsolták őket. Itt oda-visszavágós alapon megmérkőztek egymással. Az így kialakult 8 résztvevő közül választották ki később a torna házigazdáját.
Az első 4 helyen végző együttes kijutott a 2000-es olimpiára.

## Résztvevők
| - Anglia - Csehország - Hollandia - Horvátország | - Olaszország - Spanyolország (címvédő) - Szlovákia (rendező) - Törökország |

## Csoportkör
| Színmagyarázat                                                                                              |
| --- |
| A csoportok első helyezettjei bejutottak a döntőbe és kijutottak a 2000. évi nyári olimpiai játékokra.      |
| A csoportok második helyezettjei a 3. helyért mérkőztek és kijutottak a 2000. évi nyári olimpiai játékokra. |
| A csoportok harmadik illetve negyedik helyezettjei kiestek.                                                 |

### A csoport
| Csapat        | M | Gy | D | V | G+ | G– | Gk | P |
| ------------- | - | -- | - | - | -- | -- | -- | - |
| Csehország    | 3 | 2  | 1 | 0 | 8  | 5  | +3 | 7 |
| Spanyolország | 3 | 1  | 2 | 0 | 2  | 1  | +1 | 5 |
| Hollandia     | 3 | 1  | 0 | 2 | 3  | 5  | –2 | 3 |
| Horvátország  | 3 | 0  | 1 | 2 | 4  | 6  | –2 | 1 |

| 2000. május 27. |

| Spanyolország | 1–1   | Csehország   |
| ------------- | ----- | ------------ |
| Luque 90'     | (0–0) | L. Došek 55' |

| Trencsén |

| 2000. május 27. |

| Horvátország | 1–2   | Hollandia                                 |
| ------------ | ----- | ----------------------------------------- |
| Maladin 20'  | (1–1) | van Bommel 42' Vennegoor of Hesselink 83' |

| Nagyszombat |

| 2000. május 29. |

| Spanyolország | 0–0 | Horvátország |
| ------------- | --- | ------------ |
|               |     |              |

| Nagyszombat |

| 2000. május 29. |

| Csehország                      | 3–1   | Hollandia   |
| ------------------------------- | ----- | ----------- |
| Jankulovski 28' Jarolím 54' 82' | (1–1) | Lurling 17' |

| Trencsén |

| 2000. június 1. |

| Hollandia | 0–1   | Spanyolország |
| --------- | ----- | ------------- |
|           | (0–1) | Angulo 5'     |

| Nagyszombat |

| 2000. június 1. |

| Csehország                                                          | 4–3   | Horvátország           |
| ------------------------------------------------------------------- | ----- | ---------------------- |
| L. Došek 42' (11-esből) Baroš 56' Petrouš 62' (11-esből) Sionko 80' | (1–1) | Šerić 4' Tudor 59' 87' |

| Trencsén |

### B csoport
| Csapat      | M | Gy | D | V | G+ | G– | Gk | P |
| ----------- | - | -- | - | - | -- | -- | -- | - |
| Olaszország | 3 | 2  | 1 | 0 | 6  | 2  | +4 | 7 |
| Szlovákia   | 3 | 2  | 1 | 0 | 5  | 2  | +3 | 7 |
| Anglia      | 3 | 1  | 0 | 2 | 6  | 4  | +2 | 3 |
| Törökország | 3 | 0  | 0 | 3 | 2  | 11 | –9 | 0 |

| 2000. május 27. |

| Olaszország                        | 2–0   | Anglia |
| ---------------------------------- | ----- | ------ |
| Comandini 24' Pirlo 45' (11-esből) | (2–0) |        |

| Pozsony |

| 2000. május 27. |

| Szlovákia              | 2–1   | Törökország |
| ---------------------- | ----- | ----------- |
| Greško 6' Čišovský 68' | (1–0) | Ahmet 63'   |

| Pozsony |

| 2000. május 29. |

| Olaszország | 1–0 | Szlovákia  |
| ----------- | --- | ---------- |
| Baronio 17' |     | Babnič 73' |

| Pozsony |

| 2000. május 29. |

| Anglia                                                           | 6–0   | Törökország |
| ---------------------------------------------------------------- | ----- | ----------- |
| Lampard 27' Jeffers 45' Cort 66' King 73' Mills 77' Campbell 90' | (2–0) | Lurling 17' |

| Pozsony |

| 2000. június 1. |

| Törökország | 1–3   | Olaszország                                    |
| ----------- | ----- | ---------------------------------------------- |
| Bülent 56'  | (0–2) | Spinesi 14' Baronio 35' (11-esből) Ventola 83' |

| Pozsony |

| 2000. június 1. |

| Anglia | 0–2   | Szlovákia             |
| ------ | ----- | --------------------- |
|        | (0–0) | Babnič 67' Németh 74' |

| Pozsony |

## A 3. helyért
| 2000. június 4. |

| Spanyolország | 1–0   | Szlovákia |
| ------------- | ----- | --------- |
| Ferrón 58'    | (0–0) |           |

| Pozsony |

## Döntő
| 2000. június 4. |

| Csehország   | 1–2   | Olaszország               |
| ------------ | ----- | ------------------------- |
| T. Došek 51' | (0–1) | Pirlo 42' (11-esből), 81' |

| Pozsony |

| A 2000-es U21-es labdarúgó-Európa-bajnokság győztese |
| ---------------------------------------------------- |
| OLASZORSZÁG 4. cím                                   |

## Olimpia
A 2000. évi Sydney-i olimpiai játékokra a következő együttesek jutottak ki:
- Olaszország
- Csehország
- Spanyolország
- Szlovákia

## Gólszerzők
| 3 gólos - Andrea Pirlo 2 gólos - Ivan Tudor - Roberto Baronio - Lukáš Došek - David Jarolím - Peter Babnič | 1 gólos - Anthony Šerić - Darko Maladin - Andy Campbell - Carl Cort - Francis Jeffers - Ledley King - Frank Lampard - Danny Mills - Gianni Comandini - Gionatha Spinesi - Nicola Ventola - Mark van Bommel - Anthony Lurling - Jan Vennegoor of Hesselink | - Milan Baroš - Tomáš Došek - Marek Jankulovski - Adam Petrouš - Libor Sionko - Vratislav Greško - Németh Szilárd - Marián Čišovský - Miguel Ángel Angulo - Jordi Ferrón - Albert Luque - Ahmet Dursun - Bülent Akın |

## Külső hivatkozások
- A 2000-es U21-es labdarúgó-Európa-bajnokság hivatalos honlapja (angolul)
- Adatok az rsssf.com honlapján